# 宇治川の戦い
宇治川の戦い（うじがわのたたかい）は、平安時代末期の寿永3年（1184年）1月に源義仲と鎌倉の源頼朝から派遣された範頼、義経とで戦われた合戦。治承・寿永の乱の戦いの一つ。

## 背景
寿永2年（1183年）7月、信濃で平家打倒の挙兵をした源義仲が数万騎を率いて入洛した。義仲軍は京で乱暴狼藉を働き、やがて皇位継承を巡って後白河法皇とも対立した。9月、義仲軍は備中水島の戦いで平家軍に大敗、後白河法皇は義仲を見放した。10月、後白河法皇は鎌倉の源頼朝に東海道・東山道の支配を認める院宣を密かに下し、頼朝に接近した（寿永二年十月宣旨）。
11月、起死回生をはかった義仲は院御所の法住寺殿を攻撃、後白河法皇を幽閉して政権を掌握した（法住寺合戦）。孤立を深める義仲は平家との和平を打診するが、拒絶された。12月、義仲は後白河法皇に強要して頼朝追討の院宣を発出させる。そして翌寿永3年（1184年）1月、義仲は征東大将軍に任命された。1月20日、頼朝は近江にまで進出させていた弟の範頼、義経に義仲追討を命じた。

## 経過
入洛時には数万騎だった義仲軍は、水島の戦いでの敗北と状況の悪化により脱落者が続出して千騎あまりに激減していた。また、義仲は平家との和平交渉とともに後白河法皇らを奉じて北陸道へ下ることも考えていたようであるが、関東は飢饉によって兵力を動員できず義経の兵も千騎ほどという情報が入ってきたため、北陸下向を中止して迎え撃つ判断をしてしまった。義仲が敵の実勢を把握したのは15日の夜であり、翌16日には範頼が北陸道の入口である近江国の瀬田に兵を進めて義仲軍を京に閉じ込めてしまった。
義仲は今井兼平に500余騎を与えて瀬田の唐橋を、志田義広、根井行親、楯親忠には300余騎で宇治をそれぞれ守らせ、義仲自身は100余騎で院御所を守護した。1月20日、範頼は大手軍3万騎で瀬田を、義経は搦手軍2万5千騎をもって宇治をそれぞれ攻撃した。
義経軍は矢が降り注ぐ中を宇治川に乗り入れる。佐々木高綱と梶原景季の「宇治川の先陣争い」はこの時のことである。義広、行親、親忠は必死の防戦をするが、義経軍に宇治川を突破された。義経軍は雪崩を打って京洛へ突入する。義仲が出陣し、義経軍と激戦となる。義仲は奮戦するが遂に敗れ、後白河法皇を奉じて西国へ脱出すべく院御所へ向かう。義経は自ら数騎を率いて追撃、院御所門前で義仲を追い払い、後白河法皇の確保に成功した。後白河法皇を連れ出すことを断念した義仲は兼平と合流すべく瀬田へ向かった。
瀬田で範頼軍と戦っていた兼平は宇治方面での敗報を知り退却、粟津で義仲との合流に成功した。義仲は北陸への脱出をはかるが、これへ範頼の大軍が襲いかかる。義仲軍は奮戦するが次々に討たれ、数騎にまで討ち減らされたところで、遂に義仲が顔面に矢を受けて討ち取られた。兼平も義仲を追って自害した（粟津の戦い）。

## ギャラリー

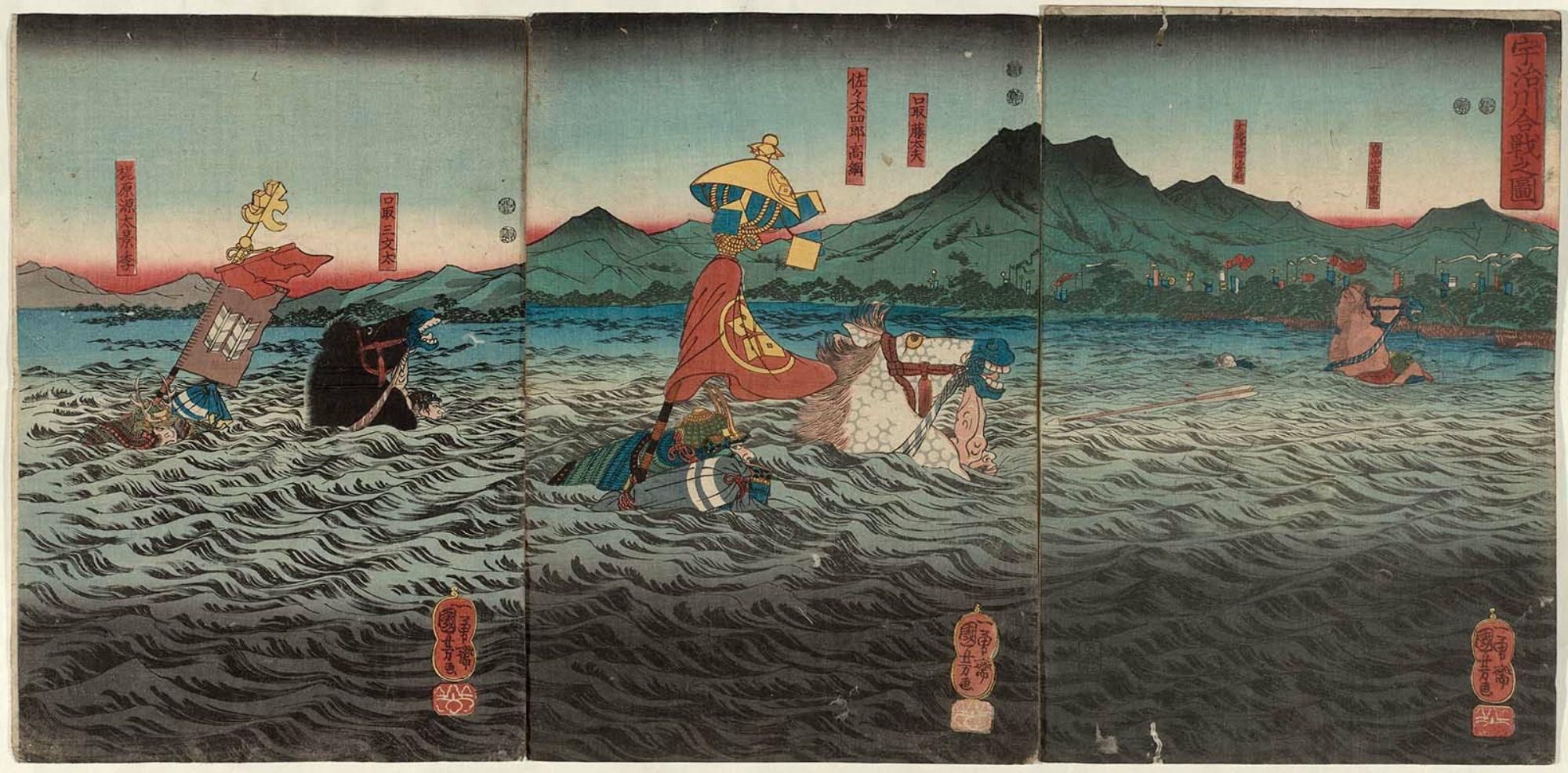
宇治川の戦い（歌川国芳画）
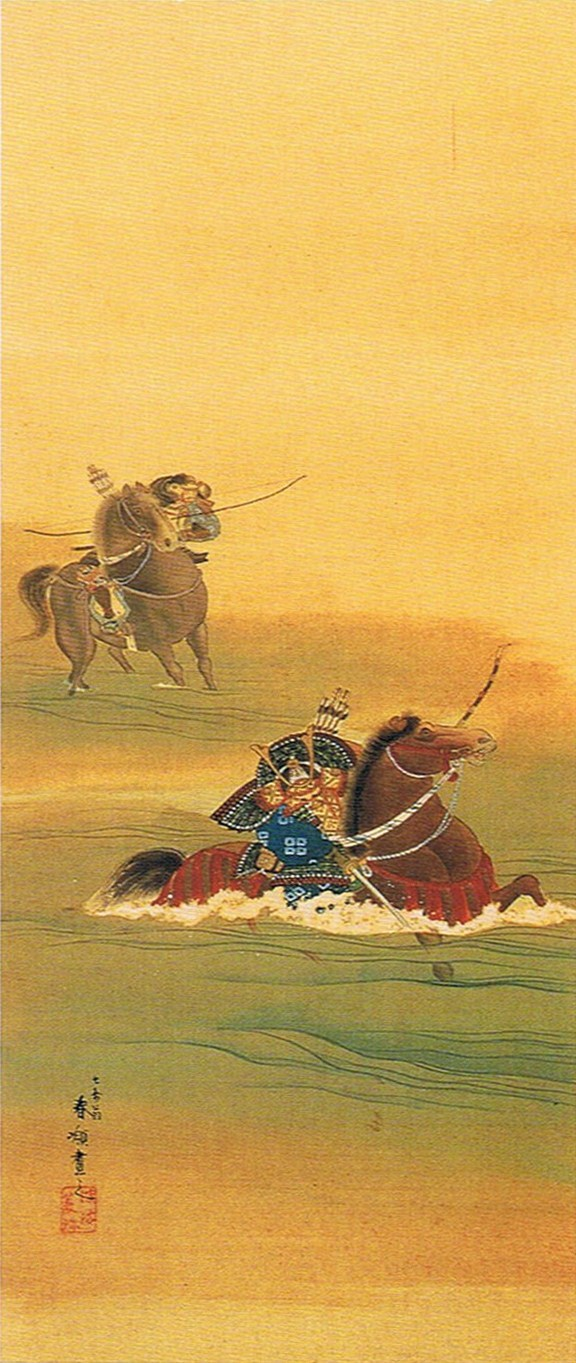
宇治川の先陣争い（大塚春嶺画）
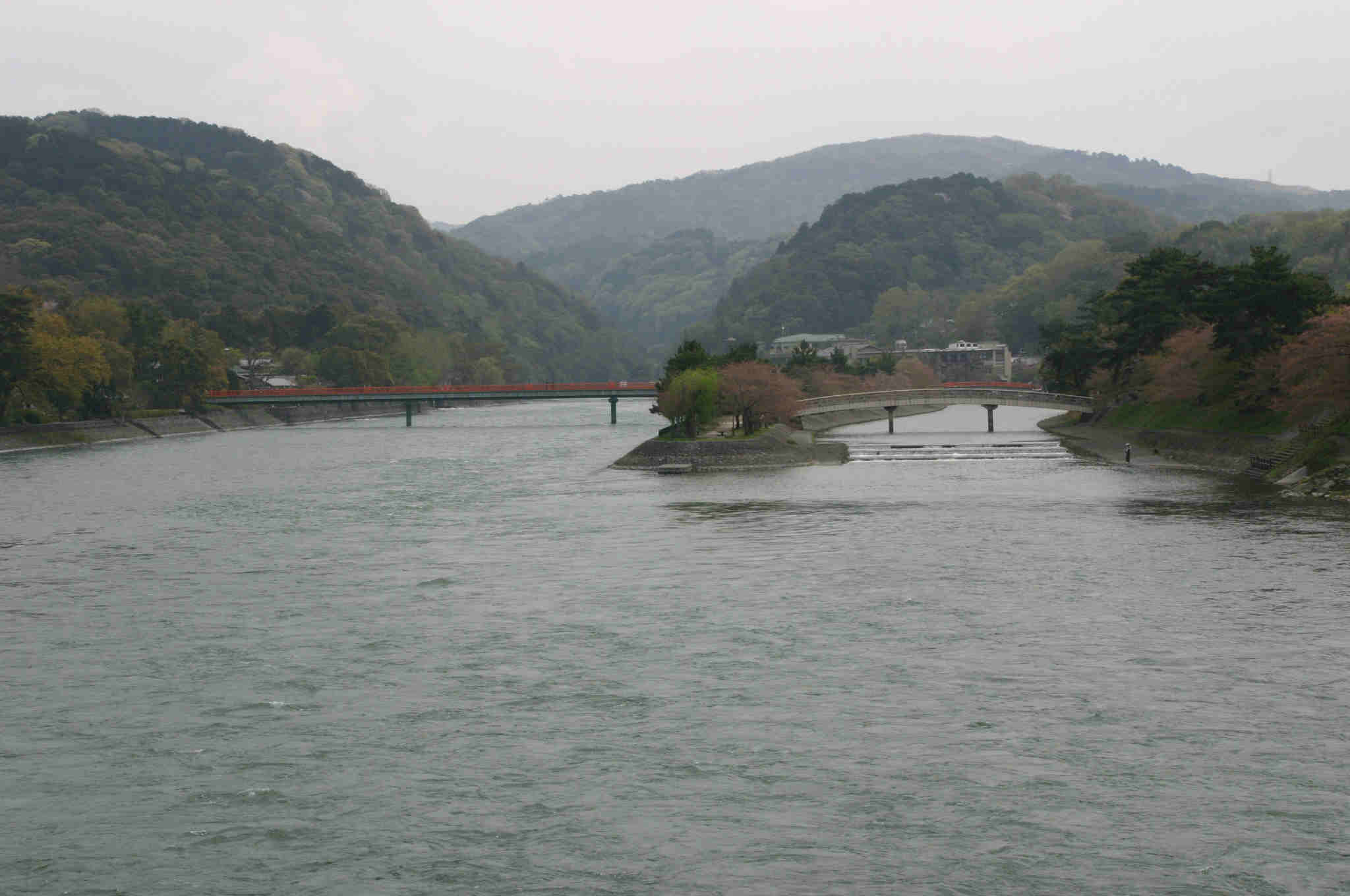
宇治橋より宇治川上流を望む